# Tim Schirmer
Tim Schirmer (* 8. März 2003 in Köln) ist ein deutscher Fußballspieler.

## Karriere
Nach seinen Anfängen in der Jugend des TSC Euskirchen und des Bonner SC wechselte er im Sommer 2019 in die Jugendabteilung des FC Hennef 05. Für seinen Verein bestritt er 21 Spiele in der B-Junioren-Bundesliga, bei denen ihm sechs Tore gelangen. Bereits in der darauffolgenden Saison erfolgte sein Wechsel zum FC Viktoria Köln. Dort kam er nach 13 Einsätzen in der A-Junioren-Bundesliga auch zu seinem ersten Einsatz im Profibereich in der 3. Liga, als er am 8. Februar 2022, einem Nachholspiel des 21. Spieltags, bei der 0:1-Auswärtsniederlage gegen den FSV Zwickau in der 87. Spielminute für Youssef Amyn eingewechselt wurde.
Am 26. Mai 2022 gab der Bonner SC die Verpflichtung Schirmers für die Saison 2022/23 bekannt.